# Niels Fuglsang
Niels Fuglsang (nascido em 29 de junho de 1985) é um político dinamarquês eleito membro do Parlamento Europeu em 2019.

## Educação
Fuglsang tem um cand.scient.pol. e está a escrever a sua tese de doutoramento.

## Carreira política
Como parte do grupo parlamentar Aliança Progressista dos Socialistas e Democratas, Fuglsang tem servido na Comissão do Emprego e dos Assuntos Sociais e na Comissão da Indústria, Investigação e Energia.
Além das suas atribuições no comité, Fuglsang faz parte da delegação do parlamento para as relações com a China. Ele também é membro do Intergrupo do Parlamento Europeu para o Bem-estar e a Conservação dos Animais.